# Малий Видем
Малий Видем (словен. Mali Videm) — поселення в общині Требнє, регіон Південно-Східна Словенія, Словенія.